# Marta Sorlí
Marta Sorlí Fresquet (Alcalá de Chivert, Castellón, 16 de junio de 1986) es una política española afiliada al Bloque Nacionalista Valenciano y diputada electa por la coalición Compromís-Podemos-És el moment durante la XI y XII legislatura española. En la actualidad es portavoz de igualdad del Grupo Mixto en el Congreso de Diputados.

## Trayectoria
Diplomada en trabajo social por la Universidad Rovira i Virgili y miembro del Bloque Joven y de la coordinadora comarcal del Maestrat y els Ports, Sorlí se presentó a las primarias de la Coalición Compromís para las Elecciones a las Cortes Valencianas de 2015, en las cuales fue la tercera candidata más votada pero al ir la cinco de la lista no obtuvo escaño; sin embargo, el mismo año ganó en primarias el otro candidato a encabezar la lista de Castellón para el Congreso, el vilarealense Santi Cortells.
Finalmente, la lista encabezada por Sorlí consiguió 74.457 votos (24,12% de los emitidos) y un escaño de los cinco en disputa, el primero conseguido por el Nacionalismo valenciano político en la circunscripción y el único de los cinco ocupado por una mujer.
Tras disolverse las Cortes de la XI legislatura, se fijaron nuevos comicios para el día 26 de junio de 2016. Esta vez, Marta Sorlí encabezó la lista de Compromís-Podemos-EUPV: A la Valenciana de la Provincia de Castellón, obteniendo 71.860 votos (24,09% de los emitidos) y, por consecuente, un escaño. Por tanto, renovó su condición de diputada. Entre sus funciones en la XII legislatura se encuentra la portavocía de la Mesa de Igualdad del Grupo Mixto en el Congreso de Diputados.